# Gonnesa
Gonnesa és un municipi italià, situat a la regió de Sardenya i a la província de Sardenya del Sud. L'any 2004 tenia 5.184 habitants. Es troba a la regió de Sulcis-Iglesiente. Limita amb els municipis de Carbonia, Iglesias i Portoscuso.

## Administració
| Període | Identitat    | Partit   |
| ------- | ------------ | -------- |
| 2005-   | Pietro Cocco | L'Unione |